# Adalbert I. (Teck)

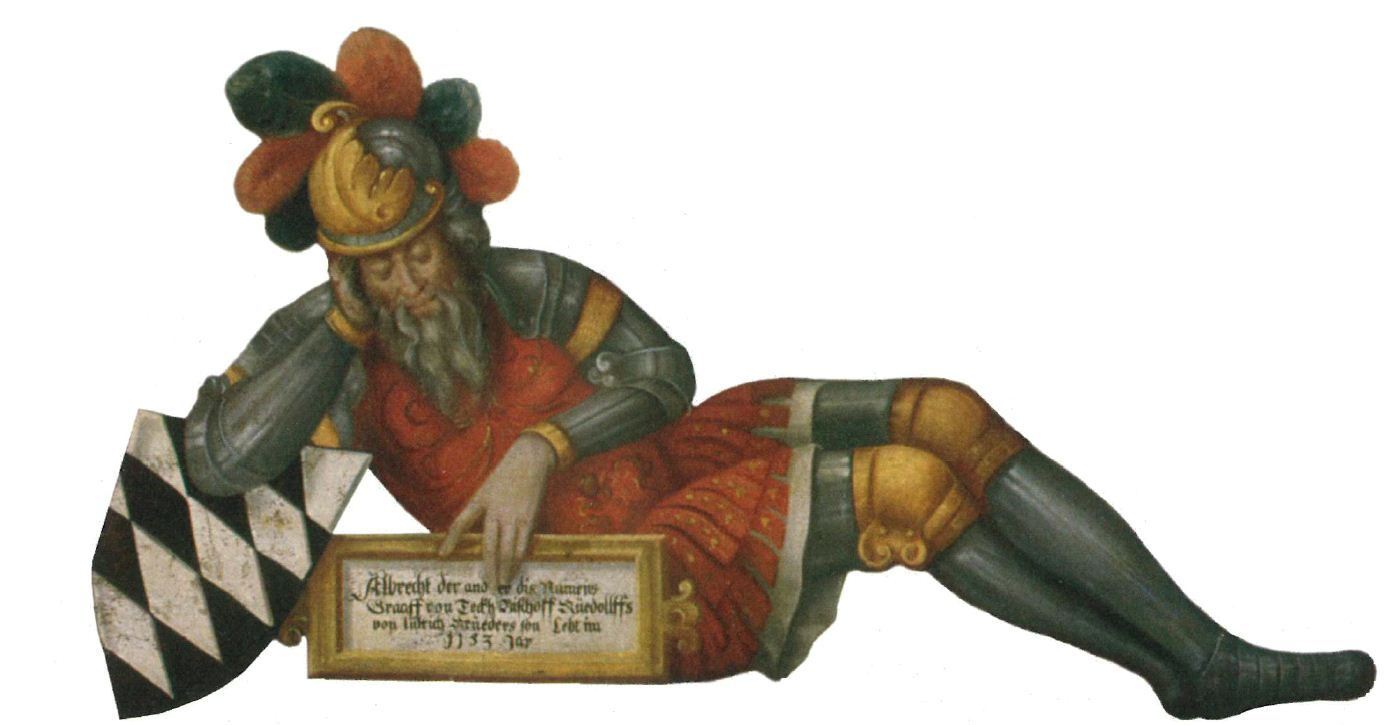
Adalbert I von Teck – Ausschnitt aus dem Stammbaumgemälde der Herzöge von Teck (um 1557)

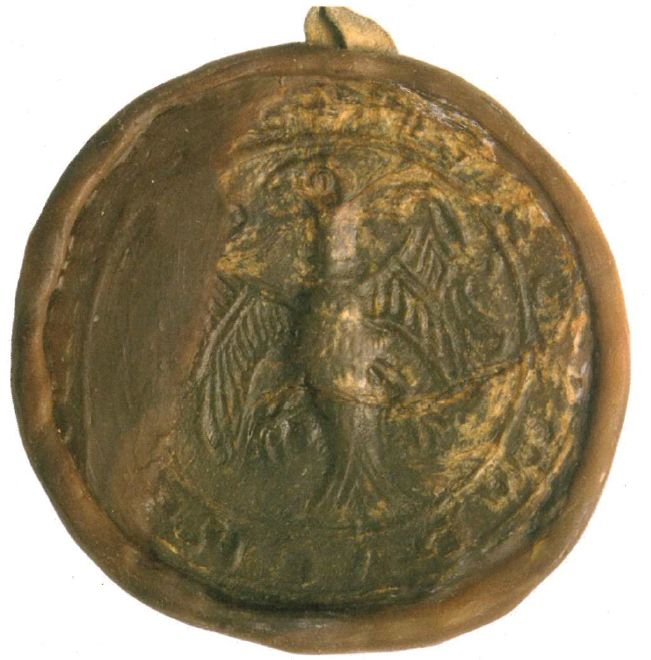
Adlersiegel Herzog Adalbert von Teck (um 1190)

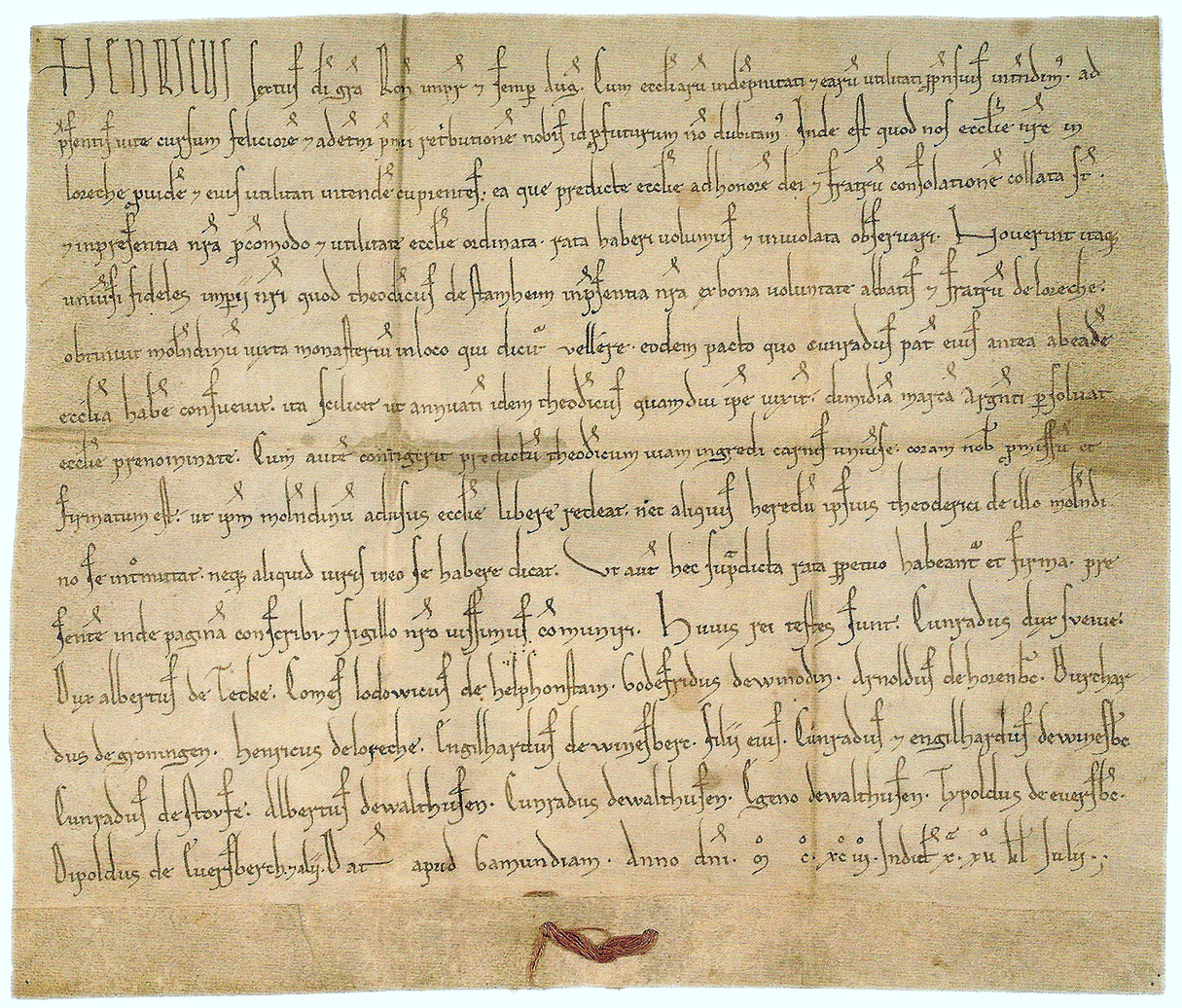
Dux Alberus de Tecke als Zeuge für Kaiser Heinrich VI. (Gmünd 1192/93)

Adalbert I. von Teck,  (* um 1135; † um 1195), war ein Sohn Konrads von Zähringen und nannte sich nach dem Tod seines Bruders Berthold IV. Herzog von Teck und begründete damit die bis 1439 bestehende Linie der Herzöge von Teck.

## Leben
Adalbert I. war Sohn Konrad I. von Zähringen und Clementia von Namur. Sein Vorname lässt sich auf den Bruder der Mutter zurückführen.
Adalbert erhielt nach dem Tod seines Bruders Berthold IV. den zähringerischen Besitz im Albvorland um die namengebende Burg Teck und das mit dem Schenkenamt des Klosters St. Gallen verbundene Gebiet am oberen Neckar.
Adalbert I. wird erstmals 1146 als Sohn Herzog Konrads I. erwähnt. 1152 wird er als Bruder Herzog Berthold IV. genannt. Ca. 1185 tritt dux Adilbertus di Deche als Zeuge für Herzog Friedrich VI. von Schwaben auf.
Im Mai 1189 wird Adalbert als Herzog von Teck dux de Tecke in einer Urkunde Heinrich VI. erwähnt.
Nennungen eines Herzogs Adalbert von Teck am 20. Juni 1192 in Schwäbisch Gmünd, am 4./10. Dezember 1193 in Gelnhausen und am 12. Dezember 1193 in Frankfurt am Hofe Heinrich VI. und weitere urkundliche Erwähnungen durch Graf Egino IV. von Urach († 1230) um 1190 für das Kloster Bebenhausen und durch den Konstanzer Bischof Diethelm von Krenkingen 1192  können sich auf Adalbert I., aber auch auf seinen Sohn Adalbert II. beziehen.
Nach dem Tod seines Bruders Hugo, Herzog von Ullenburg, erhielt er dessen Besitzungen in der Ortenau und im Breisgau.
Die Stellung des Kämmerers des Fürstbistums Basel dürfte bereits bei Herzog Adalbert I. innegehabt haben.

## Ehe und Nachkommen
Adalbert I. war verheiratet mit Adelheid. Nachkommen waren:
- Adalbert II. von Teck († 1215/1219)
- (?) Agatha ⚭ Diepold, Graf von Lechsgemünd († nach 1192)
- (?) Mechthild

Siehe auch: Stammliste der Herzöge von Teck